# Historique du parcours européen de la Juventus Football Club
(Statistiques mises à jour après la saison 2010-2011)
| \| Juventus \| La Juventus est basée dans la ville de Turin, · dans le Piémont (au nord-ouest de l'Italie). |
| Juventus |

Cet article présente l'historique complet des différentes campagnes européennes réalisées par le club italien de football de la Juventus Football Club depuis 1958, année de sa première participation à une compétition européenne majeure.
Bien que le club piémontais ait pris part à plusieurs compétitions européennes avant cette date (comme la Coupe d'Europe centrale ou encore la Coupe Latine), seules sont prises en compte les compétitions disputées par la Juventus à partir de la création de l'UEFA (créée le 15 juin 1954).
La Juve démarre son aventure européenne dans une compétition majeure le mercredi 24 septembre 1958 lors des 16e-de-finale de la Coupe des clubs champions européens 1958-59, avec une victoire 3-1 sur les autrichiens du Wiener Sport-Club au Stadio Comunale de Turin. Le premier buteur juventino en coupe d'Europe est donc l'attaquant italo-argentin Omar Sívori (à la 2e minute du match).
Le premier match de l'histoire de la Juventus en Coupe des villes de foires (ancêtre de la Coupe UEFA) a donc lieu le mercredi 2 octobre 1963 à domicile, en 16e-de-finale de la Coupe des villes de foires 1962-63, avec à la clé une victoire 2-1 sur les yougoslaves de l'OFK Belgrade. Le premier buteur du club dans cette compétition est donc l'avant-centre brésilien Nené (à la 32e minute du match).
La Juventus joue ensuite le premier match de Coupe d'Europe des vainqueurs de coupe de son histoire à Turin le mercredi 29 septembre 1965 lors des 16e-de-finale de la Coupe d'Europe des vainqueurs de coupe 1965-66, opposés aux Anglais de Liverpool (victoire finale 1-0, avec un but du milieu italien Gianfranco Leoncini à la 81e minute).
Le club turinois dispute également la première rencontre de Coupe UEFA de son histoire le mercredi 15 septembre 1971, en 32e-de-finale de la Coupe UEFA 1971-72, lors d'un déplacement contre le club maltais du Marsa FC (succès 6-0). Le premier buteur bianconero de l'histoire de cette compétition est le milieu allemand Helmut Haller (à la 35e minute du match).
C'est durant la saison 1984-85 que le club dispute pour la première fois deux compétitions officielles de l'UEFA en une seule saison (avec la Supercoupe de l'UEFA 1984 se jouant sur un seul match, et la Coupe des clubs champions 1984-85). Durant la saison 1999-00, le club joue pour la première fois en une saison deux compétitions de l'UEFA se disputant sur plusieurs matchs (avec la Coupe Intertoto 1999 et la Coupe UEFA 1999-00). C'est au cours de la saison 2009-10 que la Juve dispute pour la première fois plusieurs des trois compétitions majeures de l'UEFA (C1, C2 et C3) en une seule saison (avec la Ligue des champions 2009-10 puis la Ligue Europa 2009-10).
Depuis sa fondation en 1897, la Juventus a participé:
- 25 fois à la Coupe des clubs champions et à la Ligue des champions (2 titres, 7 finales, 3 demi-finales),
- 4 fois à la Coupe d'Europe des vainqueurs de Coupe (1 titre, 2 demi-finales),
- 12 fois à la Coupe UEFA et à la Ligue Europa (3 titres, 1 finale, 1 demi-finale),
- 2 fois à la Supercoupe de l'UEFA (2 titres),
- 1 fois à la Coupe Intertoto (1 titre),
- 6 fois à la Coupe des villes de foires (2 finales, 2 quarts de finale).

## Buteurs

### Meilleurs buteurs en Coupes d'Europe
| Rang | Nom                  | Buts |
| ---- | -------------------- | ---- |
| 1    | Alessandro Del Piero | 49   |
| 2    | David Trezeguet      | 30   |
| 3    | Roberto Bettega      | 27   |
| 4    | Pietro Anastasi      | 22   |
| 4    | Roberto Baggio       | 22   |
| 6    | Filippo Inzaghi      | 20   |
| 7    | Michel Platini       | 19   |
| 7    | Fabrizio Ravanelli   | 19   |
| 9    | Paolo Rossi          | 13   |
| 10   | Pavel Nedvěd         | 12   |

### Meilleurs buteurs par coupe
| Rang | Nom                  | Buts C1 | Buts Eur. |
| ---- | -------------------- | ------- | --------- |
| 1    | Alessandro Del Piero | 44      | 49        |
| 2    | David Trezeguet      | 28      | 30        |
| 3    | Filippo Inzaghi      | 17      | 20        |
| 3    | Michel Platini       | 17      | 19        |
| 5    | Pavel Nedvěd         | 12      | 12        |
| 6    | Paolo Rossi          | 11      | 13        |
| 7    | Gonzalo Higuaín      | 10      | 10        |
| 8    | Nicola Amoruso       | 9       | 9         |
| 9    | Roberto Bettega      | 7       | 27        |
| 10   | Marco Di Vaio        | 7       | 7         |
| 11   | Michael Laudrup      | 6       | 11        |
| 12   | Paulo Dybala         | 6       | 10        |

| Rang | Nom                  | Buts C2 | Buts Eur. |
| ---- | -------------------- | ------- | --------- |
| 1    | Roberto Baggio       | 9       | 22        |
| 2    | Zbigniew Boniek      | 4       | 7         |
| 2    | Pierluigi Casiraghi  | 4       | 11        |
| 2    | Domenico Penzo       | 4       | 4         |
| 5    | Antonio Cabrini      | 3       | 10        |
| 5    | Franco Causio        | 3       | 10        |
| 5    | Salvatore Schillaci  | 3       | 7         |
| 5    | Beniamino Vignola    | 3       | 7         |
| 9    | Júlio César da Silva | 2       | 2         |
| 9    | Michel Platini       | 2       | 19        |

| Rang | Nom                  | Buts C3, | Buts Eur. |
| ---- | -------------------- | -------- | --------- |
| 1    | Roberto Bettega      | 19       | 27        |
| 2    | Pietro Anastasi      | 18       | 22        |
| 3    | Fabrizio Ravanelli   | 15       | 19        |
| 4    | Roberto Baggio       | 13       | 22        |
| 5    | Darko Kovačević      | 10       | 11        |
| 6    | Giampaolo Menichelli | 9        | 10        |
| 7    | Adriano Novellini    | 8        | 8         |
| 8    | Pierluigi Casiraghi  | 7        | 11        |
| 8    | Andreas Möller       | 7        | 7         |
| 10   | Gianluca Vialli      | 7        | 9         |

| Rang | Nom                  | Buts Sup. | Buts Eur. |
| ---- | -------------------- | --------- | --------- |
| 1    | Zbigniew Boniek      | 2         | 7         |
| 1    | Alessandro Del Piero | 2         | 49        |
| 1    | Michele Padovano     | 2         | 3         |
| 4    | Nicola Amoruso       | 1         | 9         |
| 4    | Ciro Ferrara         | 1         | 2         |
| 4    | Attilio Lombardo     | 1         | 1         |
| 4    | Sergio Porrini       | 1         | 1         |
| 4    | Christian Vieri      | 1         | 4         |

| Rang | Nom                  | Buts Int. | Buts Eur. |
| ---- | -------------------- | --------- | --------- |
| 1    | Filippo Inzaghi      | 7         | 20        |
| 2    | Alessio Tacchinardi  | 2         | 4         |
| 2    | Gianluca Zambrotta   | 2         | 0         |
| 4    | Antonio Conte        | 1         | 9         |
| 4    | Alessandro Del Piero | 1         | 49        |
| 4    | Darko Kovačević      | 1         | 11        |

## Historique

### 1958-1959: Coupe des clubs champions
|   | Tour              | Club     | Aller | Total | Retour | Club              |   |
| - | ----------------- | -------- | ----- | ----- | ------ | ----------------- | - |
| 1 | Tour préliminaire | Juventus | 3-1   | 3-8   | 0-7    | Wiener Sport-Club | 2 |

### 1960-1961: Coupe des clubs champions
|   | Tour              | Club     | Aller | Total | Retour | Club          |   |
| - | ----------------- | -------- | ----- | ----- | ------ | ------------- | - |
| 3 | Tour préliminaire | Juventus | 2-0   | 3-4   | 1-4    | FK CSKA Sofia | 4 |

### 1961-1962: Coupe des clubs champions
|   | Tour              | Club              | Aller | Total             | Retour | Club        |    |
| - | ----------------- | ----------------- | ----- | ----------------- | ------ | ----------- | -- |
| 5 | Tour préliminaire | Panathinaïkos     | 1-1   | 2-3               | 1-2    | Juventus    | 6  |
| 7 | Premier tour      | Partizan Belgrade | 1-2   | 1-7               | 0-5    | Juventus    | 8  |
| 9 | Quart de finale   | Juventus          | 0-1   | 1-1 1-3 aux T.a.b | 1-0    | Real Madrid | 10 |

### 1963-1964: Coupe des villes de foires
|    | Tour               | Club           | Aller | Total | Retour | Club               |    |
| -- | ------------------ | -------------- | ----- | ----- | ------ | ------------------ | -- |
| 11 | Premier tour       | Juventus       | 2-1   | 3-3*  | 1-2    | OFK Belgrade       | 12 |
| 13 | Huitième de finale | Juventus       | 1-0   | 3-1   | 2-1    | Atlético de Madrid | 14 |
| 15 | Quart de finale    | Real Saragosse | 3-2   | 3-2   | 0-0    | Juventus           | 16 |

*La Juventus s'est qualifiée grâce à une victoire 1-0 lors d'un match d'appui à Trieste

### 1964-1965: Coupe des villes de foires
|    | Tour           | Club                 | Aller | Total | Retour | Club              |    |
| -- | -------------- | -------------------- | ----- | ----- | ------ | ----------------- | -- |
| 17 | Premier tour   | Union Saint-Gilloise | 0-1   | 0-2   | 0-1    | Juventus          | 18 |
| 19 | Deuxième tour  | Stade français       | 0-0   | 0-1   | 0-1    | Juventus          | 20 |
| 21 | Troisième tour | Juventus             | 1-1   | 2-2*  | 1-1    | Lokomotiv Plovdiv | 22 |
| 23 | Demi-finale    | Atlético de Madrid   | 3-1   | 4-4** | 1-3    | Juventus          | 24 |
| 25 | Finale         | Ferencváros          |       | 1-0   |        | Juventus          |    |

*Match rejoué gagné par la Juventus 2-1
**Match rejoué gagné par la Juventus 3-1

### 1965-1966: Coupe d'Europe des vainqueurs de coupe
|    | Tour         | Club     | Aller | Total | Retour | Club         |    |
| -- | ------------ | -------- | ----- | ----- | ------ | ------------ | -- |
| 26 | Premier tour | Juventus | 1-0   | 1-2   | 0-2    | Liverpool FC | 27 |

### 1966-1967: Coupe des villes de foires
|    | Tour               | Club     | Aller | Total | Retour | Club            |    |
| -- | ------------------ | -------- | ----- | ----- | ------ | --------------- | -- |
| 28 | Premier tour       | Aris FC  | 0-2   | 0-7   | 0-5    | Juventus        | 29 |
| 30 | Deuxième tour      | Juventus | 3-1   | 5-1   | 2-0    | Vitória Setúbal | 31 |
| 32 | Huitième de finale | Juventus | 3-0   | 3-1   | 0-1    | Dundee United   | 33 |
| 34 | Quart de finale    | Juventus | 2-2   | 2-5   | 0-3    | Dinamo Zagreb   | 35 |

### 1967-1968: Coupe des clubs champions européens
|    | Tour            | Club                   | Aller | Total | Retour | Club           |    |
| -- | --------------- | ---------------------- | ----- | ----- | ------ | -------------- | -- |
| 36 | Premier tour    | Olympiakos             | 0-0   | 0-2   | 0-2    | Juventus       | 37 |
| 38 | Deuxième tour   | Juventus               | 1-0   | 1-0   | 0-0    | Rapid Bucarest | 39 |
| 40 | Quart de finale | Eintracht Braunschweig | 3-2   | 3-3*  | 0-1    | Juventus       | 41 |
| 42 | Demi-finale     | Benfica                | 2-0   | 3-0   | 1-0    | Juventus       | 43 |

*la Juventus gagne le match de barrage 0-1 à Brême

### 1968-1969: Coupe des villes de foires
|    | Tour          | Club              | Aller | Total | Retour  | Club                |    |
| -- | ------------- | ----------------- | ----- | ----- | ------- | ------------------- | -- |
| 44 | Premier tour  | FC Lausanne-Sport | 0-2   | 0-4   | 0-2     | Juventus            | 45 |
| 46 | Deuxième tour | Juventus          | 0-0   | 0-1   | 0-1a.p. | Eintracht Francfort | 47 |

### 1969-1970: Coupe des villes de foires
|    | Tour          | Club              | Aller | Total | Retour | Club              |    |
| -- | ------------- | ----------------- | ----- | ----- | ------ | ----------------- | -- |
| 48 | Premier tour  | Juventus          | 3-1   | 5-2   | 2-1    | Lokomotiv Plovdiv | 49 |
| 50 | Deuxième tour | Hertha BSC Berlin | 3-1   | 3-1   | 0-0    | Juventus          | 51 |

### 1970-1971: Coupe des villes de foires
|    | Tour               | Club         | Aller | Total | Retour  | Club         |    |
| -- | ------------------ | ------------ | ----- | ----- | ------- | ------------ | -- |
| 52 | Premier tour       | Juventus     | 7-0   | 11-0  | 4-0     | US Rumelange | 53 |
| 54 | Deuxième tour      | FC Barcelone | 1-2   | 2-4   | 1-2     | Juventus     | 55 |
| 56 | Huitième de finale | Pécsi Mecsek | 0-1   | 0-3   | 0-2     | Juventus     | 57 |
| 58 | Quart de finale    | Juventus     | 2-0   | 4-2   | 2-2a.p. | FC Twente    | 59 |
| 60 | Demi-finale        | FC Cologne   | 1-1   | 1-3   | 0-2     | Juventus     | 61 |
| 62 | Finale             | Juventus     | 2-2   | 3-3E  | 1-1     | Leeds United | 63 |

### 1971-1972: Coupe UEFA
|    | Tour               | Club         | Aller | Total | Retour | Club                       |    |
| -- | ------------------ | ------------ | ----- | ----- | ------ | -------------------------- | -- |
| 64 | Premier tour       | Marsa FC     | 0-6   | 0-11  | 0-5    | Juventus                   | 65 |
| 66 | Deuxième tour      | Juventus     | 2-0   | 3-1   | 1-1    | Aberdeen FC                | 67 |
| 68 | Huitième de finale | Rapid Vienne | 0-1   | 1-5   | 1-4    | Juventus                   | 69 |
| 70 | Quart de finale    | Juventus     | 1-1   | 2-3   | 1-2    | Wolverhampton Wanderers FC | 71 |

### 1972-1973: Coupe des clubs champions européens
|    | Tour               | Club                   | Aller | Total | Retour | Club          |    |
| -- | ------------------ | ---------------------- | ----- | ----- | ------ | ------------- | -- |
| 72 | Premier tour       | Olympique de Marseille | 1-0   | 1-3   | 0-3    | Juventus      | 73 |
| 74 | Huitième de finale | Juventus               | 1-0   | 2-0   | 1-0    | FC Magdebourg | 75 |
| 76 | Quart de finale    | Juventus               | 0-0   | 2E-2  | 2-2    | Újpest FC     | 77 |
| 78 | Demi-finale        | Juventus               | 3-1   | 3-1   | 0-0    | Derby County  | 79 |
| 80 | Finale             | Ajax Amsterdam         |       | 1-0   |        | Juventus      |    |

### 1973-1974: Coupe des clubs champions européens
|    | Tour         | Club          | Aller | Total | Retour | Club     |    |
| -- | ------------ | ------------- | ----- | ----- | ------ | -------- | -- |
| 81 | Premier tour | Dynamo Dresde | 2-0   | 4-3   | 2-3    | Juventus | 82 |

### 1974-1975: Coupe UEFA
|    | Tour               | Club                  | Aller | Total | Retour | Club           |    |
| -- | ------------------ | --------------------- | ----- | ----- | ------ | -------------- | -- |
| 83 | Premier tour       | FC Vorwärts Francfort | 2-1   | 2-4   | 0-3    | Juventus       | 84 |
| 85 | Deuxième tour      | Hibernian FC          | 2-4   | 2-8   | 0-4    | Juventus       | 86 |
| 87 | Huitième de finale | Juventus              | 1-0   | 2E-2  | 1-2    | Ajax Amsterdam | 88 |
| 89 | Quart de finale    | Juventus              | 2-0   | 2-0   | 0-0    | Hambourg SV    | 90 |
| 91 | Demi-finale        | FC Twente             | 3-1   | 4-1   | 1-0    | Juventus       | 92 |

### 1975-1976: Coupe des clubs champions européens
|    | Tour               | Club                     | Aller | Total | Retour | Club     |    |
| -- | ------------------ | ------------------------ | ----- | ----- | ------ | -------- | -- |
| 93 | Seizième de finale | FK CSKA Sofia            | 2-1   | 2-3   | 0-2    | Juventus | 94 |
| 95 | Huitième de finale | Borussia Mönchengladbach | 2-0   | 4-2   | 2-2    | Juventus | 96 |

### 1976-1977: Coupe UEFA
|     | Tour                      | Club            | Aller | Total | Retour | Club                |     |
| --- | ------------------------- | --------------- | ----- | ----- | ------ | ------------------- | --- |
| 97  | Trente-deuxième de finale | Manchester City | 1-0   | 1-2   | 0-2    | Juventus            | 98  |
| 99  | Seizième de finale        | Akademik Sofia  | 4-3   | 4-8   | 0-5    | Juventus            | 100 |
| 101 | Huitième de finale        | Juventus        | 3-0   | 3-1   | 0-1    | FC Chakhtar Donetsk | 102 |
| 103 | Quart de finale           | FC Magdebourg   | 1-3   | 1-4   | 0-1    | Juventus            | 104 |
| 105 | Demi-finale               | Juventus        | 4-1   | 5-1   | 1-0    | AEK Athènes         | 106 |
| 107 | Finale                    | Juventus        | 1-0   | 2 -2  | 1-2    | Athletic Bilbao     | 108 |

### 1977-1978: Coupe des clubs champions européens
|     | Tour               | Club           | Aller | Total             | Retour  | Club      |     |
| --- | ------------------ | -------------- | ----- | ----------------- | ------- | --------- | --- |
| 109 | Premier tour       | Omonia Nicosie | 0-3   | 0-5               | 0-2     | Juventus  | 110 |
| 111 | Huitième de finale | Glentoran FC   | 0-1   | 0-6               | 0-5     | Juventus  | 112 |
| 113 | Quart de finale    | Ajax Amsterdam | 1-1   | 2-2 0-3 aux T.a.b | 1-1     | Juventus  | 114 |
| 115 | Demi-finale        | Juventus       | 1-0   | 1-2               | 0-2a.p. | FC Bruges | 116 |

### 1978-1979: Coupe des clubs champions européens
|     | Tour               | Club     | Aller | Total | Retour | Club            |     |
| --- | ------------------ | -------- | ----- | ----- | ------ | --------------- | --- |
| 117 | Seizième de finale | Juventus | 1-0   | 1-2   | 0-2    | Glasgow Rangers | 118 |

### 1979-1980: Coupe d'Europe des vainqueurs de coupe
|     | Tour               | Club               | Aller | Total | Retour  | Club          |     |
| --- | ------------------ | ------------------ | ----- | ----- | ------- | ------------- | --- |
| 119 | Seizième de finale | Juventus           | 2-0   | 3-2   | 1-2     | Rába ETO Győr | 120 |
| 121 | Huitième de finale | Béroé Stara Zagora | 1-0   | 1-3   | 0-3a.p. | Juventus      | 122 |
| 123 | Quart de finale    | NK Rijeka          | 0-0   | 0-2   | 0-2     | Juventus      | 124 |
| 125 | Demi-finale        | Arsenal FC         | 1-1   | 2-1   | 1-0     | Juventus      | 126 |

### 1980-1981: Coupe UEFA
|     | Tour                      | Club        | Aller | Total         | Retour | Club          |     |
| --- | ------------------------- | ----------- | ----- | ------------- | ------ | ------------- | --- |
| 127 | Trente-deuxième de finale | Juventus    | 4-0   | 6-4           | 2-4    | Panathinaïkos | 128 |
| 129 | Seizième de finale        | Widzew Łódź | 3-1   | 4-4 aux T.a.b | 1-3    | Juventus      | 130 |

### 1981-1982: Coupe des clubs champions européens
|     | Tour               | Club           | Aller | Total | Retour | Club     |     |
| --- | ------------------ | -------------- | ----- | ----- | ------ | -------- | --- |
| 131 | Seizième de finale | Celtic Glasgow | 1-0   | 1-2   | 0-2    | Juventus | 132 |
| 133 | Huitième de finale | RSC Anderlecht | 3-1   | 4-2   | 1-1    | Juventus | 134 |

### 1982-1983: Coupe des clubs champions européens
|     | Tour               | Club              | Aller | Total | Retour | Club        |     |
| --- | ------------------ | ----------------- | ----- | ----- | ------ | ----------- | --- |
| 135 | Seizième de finale | Hvidovre IF       | 1-4*  | 4-7   | 3-3    | Juventus    | 136 |
| 137 | Huitième de finale | Standard de Liège | 1-1   | 1-3   | 0-2    | Juventus    | 138 |
| 139 | Quart de finale    | Aston Villa       | 1-2   | 2-5   | 1-3    | Juventus    | 140 |
| 141 | Demi-finale        | Juventus          | 2-0   | 4-2   | 2-2    | Widzew Łódź | 142 |
| 143 | Finale             | Hambourg SV       |       | 1-0   |        | Juventus    |     |

* Match aller à Copenhague

### 1983-1984: Coupe d'Europe des vainqueurs de coupe
|     | Tour               | Club                | Aller | Total | Retour | Club          |     |
| --- | ------------------ | ------------------- | ----- | ----- | ------ | ------------- | --- |
| 144 | Seizième de finale | Juventus            | 7-0   | 10-2  | 3-2    | Lechia Gdańsk | 145 |
| 146 | Huitième de finale | Paris SG            | 2-2   | 2-2E  | 0-0    | Juventus      | 147 |
| 148 | Quart de finale    | FC Haka Valkeakoski | 0-1   | 0-2   | 0-1    | Juventus      | 149 |
| 150 | Demi-finale        | Manchester United   | 1-1   | 2-3   | 1-2    | Juventus      | 151 |
| 152 | Finale             | Juventus            |       | 2-1   |        | FC Porto      |     |

### 1984-1985

#### Supercoupe de l'UEFA
|     | Tour   | Club     | Aller | Total | Retour | Club      |  |
| --- | ------ | -------- | ----- | ----- | ------ | --------- |  |
| 153 | finale | Juventus |       | 2-0   |        | Liverpool |  |

#### Coupe des clubs champions européens
|     | Tour               | Club           | Aller | Total | Retour | Club                  |     |
| --- | ------------------ | -------------- | ----- | ----- | ------ | --------------------- | --- |
| 154 | Seizième de finale | Tampere United | 0-4   | 1-6   | 1-2    | Juventus              | 155 |
| 156 | Huitième de finale | Juventus       | 2-0   | 6-2   | 4-2    | Grasshopper Zürich    | 157 |
| 158 | Quart de finale    | Juventus       | 3-0   | 3-1   | 0-1    | Sparta Prague         | 159 |
| 160 | Demi-finale        | Juventus       | 3-0   | 3-2   | 0-2    | Girondins de Bordeaux | 161 |
| 162 | Finale             | Juventus       |       | 1-0   |        | Liverpool             |     |

### 1985-1986: Coupe des clubs champions européens
|     | Tour               | Club                  | Aller | Total | Retour | Club     |     |
| --- | ------------------ | --------------------- | ----- | ----- | ------ | -------- | --- |
| 163 | Premier tour       | AS La Jeunesse d'Esch | 0-5   | 1-9   | 1-4    | Juventus | 164 |
| 165 | Huitième de finale | Hellas Vérone         | 0-0   | 0-2   | 0-2    | Juventus | 166 |
| 167 | Quart de finale    | FC Barcelone          | 1-0   | 2-1   | 1-1    | Juventus | 168 |

### 1986-1987: Coupe des clubs champions européens
|     | Tour               | Club        | Aller | Total             | Retour | Club            |     |
| --- | ------------------ | ----------- | ----- | ----------------- | ------ | --------------- | --- |
| 169 | Premier tour       | Juventus    | 7-0   | 11-0              | 4-0    | Valur Reykjavík | 170 |
| 171 | Huitième de finale | Real Madrid | 1-0   | 1-1 3-1 aux T.a.b | 0-1    | Juventus        | 172 |

### 1987-1988: Coupe UEFA
|     | Tour                      | Club          | Aller | Total | Retour | Club     |     |
| --- | ------------------------- | ------------- | ----- | ----- | ------ | -------- | --- |
| 173 | Trente-deuxième de finale | Panathinaïkos | 1-0   | 3E-3  | 2-3    | Juventus | 174 |

### 1988-1989: Coupe UEFA
|     | Tour                      | Club          | Aller | Total | Retour   | Club            |     |
| --- | ------------------------- | ------------- | ----- | ----- | -------- | --------------- | --- |
| 175 | Trente-deuxième de finale | Oţelul Galaţi | 1-0   | 1-5   | 0-5      | Juventus        | 176 |
| 177 | Seizième de finale        | Juventus      | 5-1   | 7-4   | 2-3      | Athletic Bilbao | 178 |
| 179 | Huitième de finale        | RFC de Liège  | 0-1   | 0-2   | 0-1      | Juventus        | 180 |
| 181 | Quart de finale           | Juventus      | 2-0   | 2-3   | 0-3T.a.b | SSC Naples      | 182 |

### 1989-1990: Coupe UEFA
|     | Tour                      | Club          | Aller | Total | Retour | Club            |     |
| --- | ------------------------- | ------------- | ----- | ----- | ------ | --------------- | --- |
| 183 | Trente-deuxième de finale | Górnik Zabrze | 0-1   | 2-5   | 2-4    | Juventus        | 184 |
| 185 | Seizième de finale        | Paris SG      | 0-1   | 1-3   | 1-2    | Juventus        | 186 |
| 187 | Huitième de finale        | Juventus      | 2-1   | 3-1   | 1-0    | Karl-Marx-Stadt | 188 |
| 189 | Quart de finale           | Hambourg SV   | 0-2   | 2-3   | 2-1    | Juventus        | 190 |
| 191 | Demi-finale               | Juventus      | 3-2   | 3-2   | 0-0    | FC Cologne      | 192 |
| 193 | Finale                    | Juventus      | 3-1   | 3-1   | 0-0    | ACF Fiorentina  | 194 |

### 1990-1991: Coupe d'Europe des vainqueurs de coupe
|     | Tour               | Club              | Aller | Total | Retour | Club     |     |
| --- | ------------------ | ----------------- | ----- | ----- | ------ | -------- | --- |
| 195 | Seizième de finale | PFC Sliven        | 0-2   | 1-8   | 1-6    | Juventus | 196 |
| 197 | Huitième de finale | FK Austria Vienne | 0-4   | 0-8   | 0-4    | Juventus | 198 |
| 199 | Quart de finale    | RFC Liège         | 1-3   | 1-6   | 0-3    | Juventus | 200 |
| 201 | Demi-finale        | FC Barcelone      | 3-1   | 3-2   | 0-1    | Juventus | 202 |

### 1992-1993: Coupe UEFA
|     | Tour                      | Club              | Aller | Total | Retour | Club                  |     |
| --- | ------------------------- | ----------------- | ----- | ----- | ------ | --------------------- | --- |
| 203 | Trente-deuxième de finale | Juventus          | 6-1   | 10-1  | 4-0    | Anorthosis Famagouste | 204 |
| 205 | Seizième de finale        | Panathinaïkos     | 0-1   | 0-1   | 0-0    | Juventus              | 206 |
| 207 | Huitième de finale        | Sigma Olomouc     | 1-2   | 1-7   | 0-5    | Juventus              | 208 |
| 209 | Quart de finale           | Benfica           | 2-1   | 2-4   | 0-3    | Juventus              | 210 |
| 211 | Demi-finale               | Juventus          | 2-1   | 3-1   | 1-0    | Paris SG              | 212 |
| 213 | Finale                    | Borussia Dortmund | 1-3   | 1-6   | 0-3    | Juventus              | 214 |

### 1993-1994: Coupe UEFA
|     | Tour                      | Club            | Aller | Total | Retour | Club             |     |
| --- | ------------------------- | --------------- | ----- | ----- | ------ | ---------------- | --- |
| 215 | Trente-deuxième de finale | Juventus        | 3-0   | 4-0   | 1-0    | Lokomotiv Moscou | 216 |
| 217 | Seizième de finale        | Kongsvinger IL  | 1-1   | 1-3   | 0-2    | Juventus         | 218 |
| 219 | Huitième de finale        | Juventus        | 3-0   | 4-2   | 1-2    | CD Tenerife      | 220 |
| 221 | Quart de finale           | Cagliari Calcio | 1-0   | 3-1   | 2-1    | Juventus         | 222 |

### 1994-1995: Coupe UEFA
|     | Tour                      | Club                  | Aller | Total | Retour | Club              |     |
| --- | ------------------------- | --------------------- | ----- | ----- | ------ | ----------------- | --- |
| 223 | Trente-deuxième de finale | CSKA Sofia            | 1-3   | 1-8   | 0-5    | Juventus          | 224 |
| 225 | Seizième de finale        | Club Sport Marítimo   | 0-1   | 1-3   | 1-2    | Juventus          | 226 |
| 227 | Huitième de finale        | Admira Wacker Mödling | 1-3   | 2-5   | 1-2    | Juventus          | 228 |
| 229 | Quart de finale           | Eintracht Francfort   | 1-1   | 1-4   | 0-3    | Juventus          | 230 |
| 231 | Demi-finale               | Juventus              | 2-2   | 4-3   | 2-1    | Borussia Dortmund | 232 |
| 233 | Finale                    | Parme FC              | 1-0   | 2-1   | 1-1    | Juventus          | 234 |

### 1995-1996: Ligue des champions
|     | Tour                              | Club              | Aller | Total             | Retour | Club            |     |
| --- | --------------------------------- | ----------------- | ----- | ----------------- | ------ | --------------- | --- |
| 235 | Phase de poules, groupe C : J1/J5 | Borussia Dortmund | 1-3   |                   | 2-1    | Juventus        | 239 |
| 236 | Phase de poules, groupe C : J2/J6 | Juventus          | 3-0   |                   | 0-0    | Steaua Bucarest | 240 |
| 237 | Phase de poules, groupe C : J3/J4 | Juventus          | 4-1   |                   | 4-0    | Glasgow Rangers | 238 |
| 241 | Quart de finale                   | Real Madrid       | 1-0   | 1-2               | 0-2    | Juventus        | 242 |
| 243 | Demi-finale                       | Juventus          | 2-0   | 4-3               | 2-3    | FC Nantes       | 244 |
| 245 | Finale                            | Juventus          |       | 1-1 4-2 aux T.a.b |        | Ajax Amsterdam  |     |

### 1996-1997

#### Supercoupe de l'UEFA
|     | Tour   | Club     | Aller | Total | Retour | Club     |  |
| --- | ------ | -------- | ----- | ----- | ------ | -------- |  |
| 246 | Finale | Paris SG | 1-6   | 2-9   | 1-3    | Juventus |  |

#### Ligue des champions
|     | Tour                              | Club              | Aller | Total | Retour | Club              |     |
| --- | --------------------------------- | ----------------- | ----- | ----- | ------ | ----------------- | --- |
| 247 | Phase de poules, groupe C : J1/J5 | Juventus          | 1-0   |       | 1-0    | Manchester United | 251 |
| 248 | Phase de poules, groupe C : J2/J6 | Fenerbahçe        | 0-1   |       | 0-2    | Juventus          | 252 |
| 249 | Phase de poules, groupe C : J3/J4 | Rapid Vienne      | 1-1   |       | 0-5    | Juventus          | 250 |
| 253 | Quart de finale                   | Rosenborg BK      | 1-1   | 1-3   | 0-2    | Juventus          | 254 |
| 255 | Demi-finale                       | Ajax Amsterdam    | 1-2   | 2-6   | 1-4    | Juventus          | 256 |
| 257 | Finale                            | Borussia Dortmund |       | 3-1   |        | Juventus          |     |

### 1997-1998: Ligue des champions
|     | Tour                              | Club              | Aller | Total | Retour | Club                |     |
| --- | --------------------------------- | ----------------- | ----- | ----- | ------ | ------------------- | --- |
| 258 | Phase de poules, groupe B : J1/J5 | Juventus          | 5-1   |       | 0-2    | Feyenoord Rotterdam | 262 |
| 259 | Phase de poules, groupe B : J2/J6 | Manchester United | 3-2   |       | 0-1    | Juventus            | 263 |
| 260 | Phase de poules, groupe B : J3/J4 | MFK Košice        | 0-1   |       | 2-3    | Juventus            | 261 |
| 264 | Quart de finale                   | Juventus          | 1-1   | 5-2   | 4-1    | Dynamo Kiev         | 265 |
| 266 | Demi-finale                       | Juventus          | 4-1   | 6-4   | 2-3    | AS Monaco           | 267 |
| 268 | Finale                            | Real Madrid       |       | 1-0   |        | Juventus            |     |

### 1998-1999: Ligue des champions
|     | Tour                              | Club              | Aller | Total | Retour | Club        |     |
| --- | --------------------------------- | ----------------- | ----- | ----- | ------ | ----------- | --- |
| 269 | Phase de poules, groupe B : J1/J5 | Juventus          | 2-2   |       | 1-1    | Galatasaray | 273 |
| 270 | Phase de poules, groupe B : J2/J6 | Rosenborg BK      | 1-1   |       | 0-2    | Juventus    | 274 |
| 271 | Phase de poules, groupe B : J3/J4 | Athletic Bilbao   | 0-0   |       | 1-1    | Juventus    | 272 |
| 275 | Quart de finale                   | Juventus          | 2-1   | 3-2   | 1-1    | Olympiakos  | 276 |
| 277 | Demi-finale                       | Manchester United | 1-1   | 4-3   | 3-2    | Juventus    | 278 |

### 1999-2000

#### Coupe Intertoto
|  | Tour           | Club                  | Aller | Total | Retour | Club          |  |
|  | -------------- | --------------------- | ----- | ----- | ------ | ------------- |  |
|  | Troisième tour | Ceahlăul Piatra Neamţ | 1-1   | 1-1E  | 0-0    | Juventus      |  |
|  | Demi-finale    | FK Rostov             | 0-4   | 1-9   | 1-5    | Juventus      |  |
|  | Finale         | Juventus              | 2-0   | 4-2   | 2-2    | Stade rennais |  |

#### Coupe UEFA
|     | Tour                      | Club             | Aller | Total | Retour | Club       |     |
| --- | ------------------------- | ---------------- | ----- | ----- | ------ | ---------- | --- |
| 279 | Premier tour              | Omonia Nicosie   | 2-5   | 2-10  | 0-5    | Juventus   | 280 |
| 281 | Trente-deuxième de finale | PFK Levski Sofia | 1-3   | 2-4   | 1-1    | Juventus   | 282 |
| 283 | Seizième de finale        | Olympiakos       | 1-3   | 3-4   | 2-1    | Juventus   | 284 |
| 285 | Huitième de finale        | Juventus         | 1-0   | 1-4   | 0-4    | Celta Vigo | 286 |

### 2001-2002: Ligue des champions
|     | Tour                                       | Club         | Aller | Total | Retour | Club                 |     |
| --- | ------------------------------------------ | ------------ | ----- | ----- | ------ | -------------------- | --- |
| 287 | Première phase de poules, groupe E : J1/J6 | Juventus     | 3-2   |       | 3-4    | Celtic Glasgow       | 292 |
| 288 | Première phase de poules, groupe E : J2/J4 | Rosenborg BK | 1-1   |       | 0-1    | Juventus             | 290 |
| 289 | Première phase de poules, groupe E : J3/J5 | FC Porto     | 0-0   |       | 1-3    | Juventus             | 291 |
| 293 | Deuxième phase de poules, groupe D : J1/J5 | Juventus     | 4-0   |       | 1-3    | Bayer Leverkusen     | 297 |
| 294 | Deuxième phase de poules, groupe D : J2/J6 | Arsenal      | 3-1   |       | 0-1    | Juventus             | 298 |
| 295 | Deuxième phase de poules, groupe D : J3/J4 | Juventus     | 0-0   |       | 0-2    | Deportivo La Corogne | 296 |

### 2002-2003: Ligue des champions
|     | Tour                                       | Club                 | Aller | Total                | Retour  | Club         |     |
| --- | ------------------------------------------ | -------------------- | ----- | -------------------- | ------- | ------------ | --- |
| 299 | Première phase de poules, groupe E : J1/J5 | Feyenoord Rotterdam  | 1-1   |                      | 0-2     | Juventus     | 303 |
| 300 | Première phase de poules, groupe E : J2/J6 | Juventus             | 5-0   |                      | 2-1     | Dynamo Kiev  | 304 |
| 301 | Première phase de poules, groupe E : J3/J4 | Juventus             | 2-0   |                      | 0-1     | Newcastle    | 302 |
| 305 | Deuxième phase de poules, groupe D : J1/J5 | Deportivo La Corogne | 2-2   |                      | 2-3     | Juventus     | 309 |
| 306 | Deuxième phase de poules, groupe D : J2/J6 | Juventus             | 4-0   |                      | 1-2     | FC Bâle      | 310 |
| 307 | Deuxième phase de poules, groupe D : J3/J4 | Manchester United    | 2-1   |                      | 3-0     | Juventus     | 308 |
| 311 | Quart de finale                            | Juventus             | 1-1   | 3-2                  | 2-1a.p. | FC Barcelone | 312 |
| 313 | Demi-finale                                | Real Madrid          | 2-1   | 3-4                  | 1-3     | Juventus     | 314 |
| 315 | Finale                                     | Milan AC             |       | 0-0 ap 3-2 aux T.a.b |         | Juventus     |     |

### 2003-2004: Ligue des champions
|     | Tour                              | Club                 | Aller | Total | Retour | Club          |     |
| --- | --------------------------------- | -------------------- | ----- | ----- | ------ | ------------- | --- |
| 316 | Phase de poules, groupe D : J1/J5 | Juventus             | 2-1   |       | 0-2    | Galatasaray   | 320 |
| 317 | Phase de poules, groupe D : J2/J6 | Olympiakos           | 1-2   |       | 0-7    | Juventus      | 321 |
| 318 | Phase de poules, groupe D : J3/J4 | Juventus             | 4-2   |       | 0-0    | Real Sociedad | 319 |
| 322 | Huitième de finale                | Deportivo La Corogne | 1-0   | 2-0   | 1-0    | Juventus      | 323 |

### 2004-2005: Ligue des champions
|     | Tour                              | Club           | Aller | Total | Retour  | Club             |     |
| --- | --------------------------------- | -------------- | ----- | ----- | ------- | ---------------- | --- |
| 324 | Troisième tour préliminaire       | Juventus       | 2-2   | 6-3   | 4-1     | Djurgårdens IF   | 325 |
| 326 | Phase de poules, groupe C : J1/J5 | Ajax Amsterdam | 0-1   |       | 0-1     | Juventus         | 330 |
| 327 | Phase de poules, groupe C : J2/J6 | Juventus       | 1-0   |       | 1-1     | Maccabi Tel-Aviv | 331 |
| 328 | Phase de poules, groupe C : J3/J4 | Juventus       | 1-0   |       | 1-0     | Bayern Munich    | 329 |
| 332 | Huitième de finale                | Real Madrid    | 1-0   | 1-2   | 0-2a.p. | Juventus         | 333 |
| 334 | Quart de finale                   | Liverpool      | 2-1   | 2-1   | 0-0     | Juventus         | 335 |

### 2005-2006: Ligue des champions
|     | Tour                              | Club          | Aller | Total | Retour | Club         |     |
| --- | --------------------------------- | ------------- | ----- | ----- | ------ | ------------ | --- |
| 336 | Phase de poules, groupe A : J1/J5 | Club Bruges   | 1-2   |       | 0-1    | Juventus     | 340 |
| 337 | Phase de poules, groupe A : J2/J6 | Juventus      | 3-0   |       | 3-1    | Rapid Vienne | 341 |
| 338 | Phase de poules, groupe A : J3/J4 | Bayern Munich | 2-1   |       | 1-2    | Juventus     | 339 |
| 342 | Huitième de finale                | Werder Brême  | 3-2   | 4-4E  | 1-2    | Juventus     | 343 |
| 344 | Quart de finale                   | Arsenal       | 2-0   | 2-0   | 0-0    | Juventus     | 345 |

### 2008-2009: Ligue des champions
|     | Tour                              | Club         | Aller | Total | Retour | Club                     |     |
| --- | --------------------------------- | ------------ | ----- | ----- | ------ | ------------------------ | --- |
| 346 | Troisième tour préliminaire       | Juventus     | 4-0   | 5-1   | 1-1    | Artmedia Petržalka       | 347 |
| 348 | Phase de poules, groupe H : J1/J5 | Juventus     | 1-0   |       | 0-0    | Zénith Saint-Pétersbourg | 352 |
| 349 | Phase de poules, groupe H : J2/J6 | BATE Borisov | 2-2   |       | 0-0    | Juventus                 | 353 |
| 350 | Phase de poules, groupe H : J3/J4 | Juventus     | 2-1   |       | 2-0    | Real Madrid              | 351 |
| 354 | Huitième de finale                | Chelsea      | 1-0   | 3-2   | 2-2    | Juventus                 | 355 |

### 2009-2010

#### Ligue des champions
|     | Tour                              | Club          | Aller | Total | Retour | Club                  |     |
| --- | --------------------------------- | ------------- | ----- | ----- | ------ | --------------------- | --- |
| 356 | Phase de poules, groupe H : J1/J5 | Juventus      | 1-1   |       | 0-2    | Girondins de Bordeaux | 360 |
| 357 | Phase de poules, groupe H : J2/J6 | Bayern Munich | 0-0   |       | 4-1    | Juventus              | 361 |
| 358 | Phase de poules, groupe H : J3/J4 | Juventus      | 1-0   |       | 1-0    | Maccabi Haïfa         | 359 |

#### Ligue Europa
|     | Tour               | Club           | Aller | Total | Retour | Club     |     |
| --- | ------------------ | -------------- | ----- | ----- | ------ | -------- | --- |
| 362 | Seizième de finale | Ajax Amsterdam | 1-2   | 1-2   | 0-0    | Juventus | 363 |
| 364 | Huitième de finale | Juventus       | 3-1   | 4-5   | 1-4    | Fulham   | 365 |

### 2010-2011: Ligue Europa
|     | Tour                              | Club               | Aller | Total | Retour | Club        |     |
| --- | --------------------------------- | ------------------ | ----- | ----- | ------ | ----------- | --- |
| 366 | Troisième tour de qualification   | Shamrock Rovers    | 0-2   | 0-3   | 0-1    | Juventus    | 367 |
| 368 | Barrages                          | Sturm Graz         | 1-2   | 1-3   | 0-1    | Juventus    | 369 |
| 370 | Phase de poules, groupe A : J1/J5 | Juventus           | 3-3   |       | 1-1    | Lech Poznań | 374 |
| 371 | Phase de poules, groupe A : J2/J6 | Manchester City    | 1-1   |       | 1-1    | Juventus    | 375 |
| 372 | Phase de poules, groupe A : J3/J4 | Red Bull Salzbourg | 1-1   |       | 0-0    | Juventus    | 373 |

### 2012-2013: Ligue des champions
|     | Tour                              | Club          | Aller | Total | Retour | Club             |     |
| --- | --------------------------------- | ------------- | ----- | ----- | ------ | ---------------- | --- |
| 374 | Phase de poules, groupe H : J1/J5 | Chelsea       | 2-2   |       | 0-3    | Juventus         | 378 |
| 375 | Phase de poules, groupe H : J2/J6 | Juventus      | 1-1   |       | 1-0    | Shakhtar Donetsk | 379 |
| 376 | Phase de poules, groupe H : J3/J4 | Nordsjælland  | 1-1   |       | 0-4    | Juventus         | 377 |
| 380 | Huitième de finale                | Celtic        | 0-3   | 0-5   | 0-2    | Juventus         | 381 |
| 382 | Quarts de finale                  | Bayern Munich | 2-0   | 4-0   | 2-0    | Juventus         | 383 |

### 2013-2014

#### Ligue des champions
|     | Tour                              | Club          | Aller | Total | Retour | Club           |     |
| --- | --------------------------------- | ------------- | ----- | ----- | ------ | -------------- | --- |
| 384 | Phase de poules, groupe B : J1/J5 | FC Copenhague | 1-1   |       | 1-3    | Juventus       | 388 |
| 385 | Phase de poules, groupe B : J2/J6 | Juventus      | 2-2   |       | 0-1    | Galatasaray SK | 389 |
| 386 | Phase de poules, groupe B : J3/J4 | Real Madrid   | 2-1   |       | 2-2    | Juventus       | 387 |

#### Ligue Europa
|     | Tour                | Club               | Aller | Total | Retour | Club           |     |
| --- | ------------------- | ------------------ | ----- | ----- | ------ | -------------- | --- |
| 390 | Seizièmes de finale | Juventus           | 2-0   | 4-0   | 2-0    | Trabzonspor    | 391 |
| 392 | Huitième de finale  | Juventus           | 1-1   | 2-1   | 1-0    | ACF Fiorentina | 393 |
| 394 | Quarts de finale    | Olympique lyonnais | 0-1   | 1-3   | 1-2    | Juventus       | 395 |
| 396 | Demi-finale         | Benfica Lisbonne   | 2-1   | 2-1   | 0-0    | Juventus       | 397 |

### 2014-2015: Ligue des champions
|     | Tour                              | Club               | Aller | Total | Retour | Club              |     |
| --- | --------------------------------- | ------------------ | ----- | ----- | ------ | ----------------- | --- |
| 398 | Phase de poules, groupe A : J1/J5 | Juventus           | 2-0   |       | 2-0    | Malmö FF          | 402 |
| 399 | Phase de poules, groupe A : J2/J6 | Atletico de Madrid | 1-0   |       | 0-0    | Juventus          | 403 |
| 400 | Phase de poules, groupe A : J3/J4 | Olympiakos         | 1-0   |       | 2-3    | Juventus          | 401 |
| 403 | Huitième de finale                | Juventus           | 2-1   | 5-1   | 3-0    | Borussia Dortmund | 404 |
| 405 | Quart de finale                   | Juventus           | 1-0   | 1-0   | 0-0    | AS Monaco         | 406 |
| 407 | Demi-finale                       | Juventus           | 2-1   | 3-2   | 1-1    | Real Madrid       | 408 |
| 409 | Finale                            | Juventus           |       | 1-3   |        | FC Barcelone      |     |

### 2015-2016: Ligue des champions
|     | Tour                              | Club            | Aller | Total | Retour  | Club                     |     |
| --- | --------------------------------- | --------------- | ----- | ----- | ------- | ------------------------ | --- |
| 410 | Phase de poules, groupe D : J1/J5 | Manchester City | 1-2   |       | 0-1     | Juventus                 | 414 |
| 411 | Phase de poules, groupe D : J2/J6 | Juventus        | 2-0   |       | 0-1     | Séville FC               | 415 |
| 412 | Phase de poules, groupe D : J3/J4 | Juventus        | 0-0   |       | 1-1     | Borussia Mönchengladbach | 413 |
| 416 | Huitième de finale                | Juventus        | 2-2   | 4-6   | 2-4a.p. | Bayern Munich            | 417 |

### 2016-2017: Ligue des champions
|     | Tour                              | Club               | Aller | Total | Retour | Club         |     |
| --- | --------------------------------- | ------------------ | ----- | ----- | ------ | ------------ | --- |
| 418 | Phase de poules, groupe H : J1/J5 | Juventus           | 0-0   |       | 3-1    | Séville FC   | 422 |
| 419 | Phase de poules, groupe H : J2/J6 | Dinamo Zagreb      | 0-4   |       | 0-2    | Juventus     | 423 |
| 420 | Phase de poules, groupe H : J3/J4 | Olympique lyonnais | 0-1   |       | 1-1    | Juventus     | 421 |
| 424 | Huitième de finale                | FC Porto           | 0-2   | 0-3   | 0-1    | Juventus     | 425 |
| 426 | Quart de finale                   | Juventus           | 3-0   | 3-0   | 0-0    | FC Barcelone | 427 |
| 428 | Demi-finale                       | AS Monaco          | 0-2   | 1-4   | 1-2    | Juventus     | 429 |
| 430 | Finale                            | Juventus           |       | 1-4   |        | Real Madrid  | -   |

### 2017-2018: Ligue des champions
|     | Tour                              | Club         | Aller | Total | Retour | Club              |     |
| --- | --------------------------------- | ------------ | ----- | ----- | ------ | ----------------- | --- |
| 431 | Phase de poules, groupe D : J1/J5 | FC Barcelone | 3-0   |       | 0-0    | Juventus          | 435 |
| 432 | Phase de poules, groupe D : J2/J6 | Juventus     | 2-0   |       | 2-0    | Olympiakos        | 436 |
| 433 | Phase de poules, groupe D : J3/J4 | Juventus     | 2-1   |       | 1-1    | Sporting CP       | 434 |
| 437 | Huitième de finale                | Juventus     | 2-2   | 4-3   | 2-1    | Tottenham Hotspur | 438 |
| 439 | Quart de finale                   | Juventus     | 0-3   | 3-4   | 3-1    | Real Madrid       | 440 |

### 2018-2019: Ligue des champions
|     | Tour                              | Club               | Aller | Total | Retour | Club           |     |
| --- | --------------------------------- | ------------------ | ----- | ----- | ------ | -------------- | --- |
| 441 | Phase de poules, groupe H : J1/J5 | Valence CF         | 0-2   |       | 0-1    | Juventus       | 445 |
| 442 | Phase de poules, groupe H : J2/J6 | Juventus           | 3-0   |       | 1-2    | BSC Young Boys | 446 |
| 443 | Phase de poules, groupe H : J3/J4 | Manchester United  | 0-1   |       | 2-1    | Juventus       | 444 |
| 447 | Huitième de finale                | Atlético de Madrid | 2-0   | 2-3   | 0-3    | Juventus       | 448 |
| 449 | Quart de finale                   | Ajax Amsterdam     | 1-1   | 3-2   | 2-1    | Juventus       | 450 |

### 2019-2020: Ligue des champions
|     | Tour                              | Club               | Aller | Total | Retour | Club             |     |
| --- | --------------------------------- | ------------------ | ----- | ----- | ------ | ---------------- | --- |
| 451 | Phase de poules, groupe D : J1/J5 | Atlético de Madrid | 2-2   |       | 0-1    | Juventus         | 455 |
| 452 | Phase de poules, groupe D : J2/J6 | Juventus           | 3-0   |       | 2-0    | Bayer Leverkusen | 456 |
| 453 | Phase de poules, groupe D : J3/J4 | Juventus           | 2-1   |       | 2-1    | Lokomotiv Moscou | 454 |
| 457 | Huitième de finale                | Olympique lyonnais | 1-0   | E2-2  | 1-2    | Juventus         | 458 |

### 2020-2021: Ligue des champions
|     | Tour                              | Club        | Aller | Total | Retour | Club         |     |
| --- | --------------------------------- | ----------- | ----- | ----- | ------ | ------------ | --- |
| 459 | Phase de poules, groupe G : J1/J5 | Dynamo Kiev | 0-2   |       | 0-3    | Juventus     | 463 |
| 460 | Phase de poules, groupe G : J2/J6 | Juventus    | 0-2   |       | 3-0    | FC Barcelone | 464 |
| 461 | Phase de poules, groupe G : J3/J4 | Ferencváros | 1-4   |       | 1-2    | Juventus     | 462 |
| 465 | Huitième de finale                | FC Porto    | 2-1   | E4-4  | 2-3 ap | Juventus     | 466 |

### 2021-2022: Ligue des champions
|     | Tour                              | Club                     | Aller | Total | Retour | Club     |     |
| --- | --------------------------------- | ------------------------ | ----- | ----- | ------ | -------- | --- |
| 467 | Phase de poules, groupe H : J1/J6 | Malmö FF                 | 0-3   |       | 1-0    | Juventus | 472 |
| 468 | Phase de poules, groupe H : J2/J5 | Juventus                 | 1-0   |       | 0-4    | Chelsea  | 471 |
| 469 | Phase de poules, groupe H : J3/J4 | Zenith Saint-Petersbourg | 0-1   |       | 2-4    | Juventus | 470 |
| 473 | Huitième de finale                | Villarreal CF            | 1-1   | 4-1   | 3-0    | Juventus | 474 |

### 2022-2023

#### Ligue des champions
|     | Tour                              | Club                | Aller | Total | Retour | Club             |     |
| --- | --------------------------------- | ------------------- | ----- | ----- | ------ | ---------------- | --- |
| 475 | Phase de poules, groupe H : J1/J6 | Paris Saint-Germain | 2-1   |       | 2-1    | Juventus         | 480 |
| 476 | Phase de poules, groupe H : J2/J5 | Juventus            | 1-2   |       | 3-4    | Benfica Lisbonne | 479 |
| 477 | Phase de poules, groupe H : J3/J4 | Juventus            | 3-1   |       | 0-2    | Maccabi Haïfa    | 478 |

#### Ligue Europa
|     | Tour               | Club     | Aller | Total | Retour | Club        |     |
| --- | ------------------ | -------- | ----- | ----- | ------ | ----------- | --- |
| 481 | Barrages           | Juventus | 1-1   | 4-1   | 3-0    | FC Nantes   | 482 |
| 483 | Huitième de finale | Juventus | 1-0   | 3-0   | 2-0    | SC Fribourg | 484 |
| 485 | Quart de finale    | Juventus | 1-0   | 2-1   | 1-1    | Sporting CP | 486 |
| 487 | Demi-finale        | Juventus | 1-1   | 2-3   | 1-2 ap | Séville FC  | 488 |

### 2024-2025: Ligue des champions
|     | Tour                | Club        | Aller | Total | Retour | Club             |     |
| --- | ------------------- | ----------- | ----- | ----- | ------ | ---------------- | --- |
| 489 | Phase de ligue : J1 | Juventus FC |       | 3-1   |        | PSV Eindhoven    |     |
| 490 | Phase de ligue : J2 | RB Leipzig  |       | 2-3   |        | Juventus FC      |     |
| 491 | Phase de ligue : J3 | Juventus FC |       | 0-1   |        | VfB Stuttgart    |     |
| 492 | Phase de ligue : J4 | LOSC Lille  |       | 1-1   |        | Juventus FC      |     |
| 493 | Phase de ligue : J5 | Aston Villa |       | 0-0   |        | Juventus FC      |     |
| 494 | Phase de ligue : J6 | Juventus FC |       | 2-0   |        | Manchester City  |     |
| 495 | Phase de ligue : J7 | Club Bruges |       | 0-0   |        | Juventus FC      |     |
| 496 | Phase de ligue : J8 | Juventus FC |       | 0-2   |        | Benfica Lisbonne |     |
| 497 | Barrages            | Juventus FC | 2-1   | 3-4   | 1-3 ap | PSV Eindhoven    | 498 |

### 2025-2026: Ligue des champions
|     | Tour                | Club | Aller | Total | Retour | Club |  |
| --- | ------------------- | ---- | ----- | ----- | ------ | ---- |  |
| 499 | Phase de ligue : J1 |      |       | -     |        |      |  |
| 500 | Phase de ligue : J2 |      |       | -     |        |      |  |
| 501 | Phase de ligue : J3 |      |       | -     |        |      |  |
| 502 | Phase de ligue : J4 |      |       | -     |        |      |  |
| 503 | Phase de ligue : J5 |      |       | -     |        |      |  |
| 504 | Phase de ligue : J6 |      |       | -     |        |      |  |
| 505 | Phase de ligue : J7 |      |       | -     |        |      |  |
| 506 | Phase de ligue : J8 |      |       | -     |        |      |  |

## Bilan
Le récapitulatif des matchs disputés par la Juventus dans les différentes compétitions européennes, à l'issue de la saison 2010-2011, s'établit comme suit. Ni les tirs au but ni les tirages au sort ne sont pris en compte.
Bilan de la Juventus en coupes européennes
| Coupes d'Europe de l'UEFA     | Saisons | Titres | J   | G   | N  | P  | Bp  | Bc  | Diff |
| ----------------------------- | ------- | ------ | --- | --- | -- | -- | --- | --- | ---- |
| Ligue des champions           | 26      | 2      | 201 | 100 | 49 | 52 | 324 | 200 | +124 |
| Coupe des vainqueurs de coupe | 4       | 1      | 27  | 17  | 5  | 5  | 53  | 19  | +34  |
| Coupe UEFA                    | 13      | 3      | 112 | 70  | 18 | 24 | 219 | 97  | +122 |
| Supercoupe de l'UEFA          | 2       | 2      | 3   | 3   | 0  | 0  | 11  | 2   | +9   |
| Coupe Intertoto               | 1       | 1      | 6   | 3   | 3  | 0  | 14  | 4   | +10  |
| Total                         | 46      | 9      | 349 | 193 | 75 | 81 | 621 | 322 | +299 |
| Coupes d'Europe hors-UEFA     | Saisons | Titres | J   | G   | N  | P  | Bp  | Bc  | Diff |
| Coupe des villes de foires    | 6       | 0      | 46  | 27  | 11 | 8  | 78  | 37  | +41  |
| Sous-Total                    | 6       | 0      | 46  | 27  | 11 | 8  | 78  | 37  | +41  |
| Total                         | 52      | 9      | 395 | 220 | 6  | 89 | 699 | 359 | +340 |

### Adversaires européens
- Hertha Berlin
- Eintracht Brunswick
- Werder Brême
- Karl-Marx-Stadt
- FC Cologne
- Borussia Dortmund
- Dynamo Dresde
- Eintracht Francfort
- Vorwärts Francfort
- SC Fribourg
- Hambourg SV
- RB Leipzig
- Bayer Leverkusen
- FC Magdebourg
- Borussia Mönchengladbach
- Bayern Munich
- VfB Stuttgart
- Arsenal
- Aston Villa
- Chelsea
- Derby County
- Fulham
- Liverpool
- Leeds United
- Manchester City
- Manchester United
- Newcastle United
- Tottenham Hotspur
- Wolverhampton Wanderers
- Sturm Graz
- Admira Wacker Mödling
- Red Bull Salzbourg
- Austria Vienne
- Rapid Vienne
- Wiener Sport-Club
- Anderlecht
- Club Bruges
- RFC de Liège
- Standard de Liège
- Union Saint-gilloise
- BATE Borisov
- Lokomotiv Plovdiv
- FC Sliven
- Akademik Sofia
- CSKA Sofia
- Levski Sofia
- Béroé Stara Zagora
- Anorthosis Famagouste
- Omonia Nicosie
- NK Rijeka
- Dinamo Zagreb
- FC Copenhague
- Hvidovre IF
- Nordsjælland
- Aberdeen
- Dundee United
- Celtic Glasgow
- Glasgow Rangers
- Hibernian
- FC Barcelone
- Athletic Bilbao
- Celta Vigo
- Deportivo La Corogne
- Atlético de Madrid
- Real Madrid
- Real Saragosse
- Real Sociedad
- Séville FC
- Tenerife
- Valence CF
- Tampere United
- Haka Valkeakoski
- Girondins de Bordeaux
- LOSC Lille
- Olympique lyonnais
- Olympique de Marseille
- AS Monaco
- FC Nantes
- Paris SG
- Stade français
- Stade rennais
- Aris FC
- AEK Athènes
- Olympiakos
- Panathinaïkos
- Ferencváros
- Rába ETO Győr
- Pécsi Mecsek
- Újpest
- Shamrock Rovers
- Glentoran
- Valur Reykjavik
- Maccabi Haïfa
- Maccabi Tel-Aviv
- Cagliari
- ACF Fiorentina
- Milan AC
- SSC Naples
- Parme
- Hellas Vérone
- La Jeunesse d'Esch
- US Rumelange
- Marsa FC
- Kongsvinger IL
- Rosenborg
- Ajax Amsterdam
- PSV Eindhoven
- Feyenoord Rotterdam
- FC Twente
- Lechia Gdańsk
- Widzew Łódź
- Lech Poznań
- Górnik Zabrze
- Benfica
- Marítimo
- FC Porto
- Sporting CP
- Vitória Setúbal
- Oţelul Galaţi
- Ceahlăul Piatra Neamţ
- Rapid Bucarest
- Steaua Bucarest
- Lokomotiv Moscou
- FK Rostov
- Zénith Saint-Pétersbourg
- OFK Belgrade
- Partizan Belgrade
- MFK Košice
- Artmedia Petržalka
- Djurgårdens IF
- Malmö FF
- BSC Young Boys
- FC Bâle
- FC Lausanne-Sport
- Grasshopper Zurich
- Sigma Olomouc
- Sparta Prague
- Fenerbahçe
- Galatasaray
- Trabzonspor
- Chakhtar Donetsk
- Dynamo Kiev